# Escudo indoportugués
El escudo era la moneda de la India portuguesa entre 1958 y 1961. Se encontraba subdividida en cien centavos y poseía paridad con el escudo portugués.

## Historia
El escudo sustituyó a la rupia indoportuguesa a razón de 1 rupia = 6 escudos. Esto se debió a los valores respectivos de la rupia india (a la que se fijó la rupia colonial india) y el escudo portugués, quedando 1 rupia = 18 peñiques and 1 escudo = 3 pñiques. Después de que la India portuguesa se fusionó con la República de la India en 1961, el escudo fue sustituido por la rupia india.

## Monedas
Las monedas se introdujeron en 1958 en denominaciones de 10, 30 y 60 centavos, 1, 3 y 6 escudos. Las monedas de 10 y 30 centavos fueron acuñadas en bronce, las otras en cupro-níquel.
| Denominación | Emisión | Material     | Forma    |
| ------------ | ------- | ------------ | -------- |
| 10 Centavos  | 1958    | Bronce       | Circular |
| 30 Centavos  | 1958    | Bronce       | Circular |
| 1 Escudo     | 1958    | Cupro-Níquel | Circular |
| 3 Escudos    | 1958    | Cupro-Níquel | Circular |
| 6 Escudos    | 1958    | Cupro-Níquel | Circular |

## Billetes
En 1959, el Banco Nacional Ultramarino presentó la primera y única serie de dinero en papel moneda en denominaciones de 30, 60, 100, 300, 600 y 1.000 escudos.